# Ferdinand Wenauer
Ferdinand Wenauer (26. april 1939 - 27. juli 1992) var en tysk fodboldspiller (forsvarer).
På klubplan tilbragte Wenauer hele sin aktive karriere, fra 1958 til 1972, hos FC Nürnberg i sin fødeby. Han spillede over 400 ligakampe for klubben og var med til at vinde to tyske mesterskaber og en DFB-Pokal.
Wenauer spillede desuden fire venskabskampe for det vesttyske landshold.

## Titler
Bundesliga
- 1961 og 1968 med FC Nürnberg

DFB-Pokal
- 1962 med FC Nürnberg